# Melichthys niger
Melichthys niger är en fiskart som först beskrevs av Bloch 1786.  Melichthys niger ingår i släktet Melichthys och familjen tryckarfiskar. Inga underarter finns listade i Catalogue of Life.